# Czarny Potok (wieś)

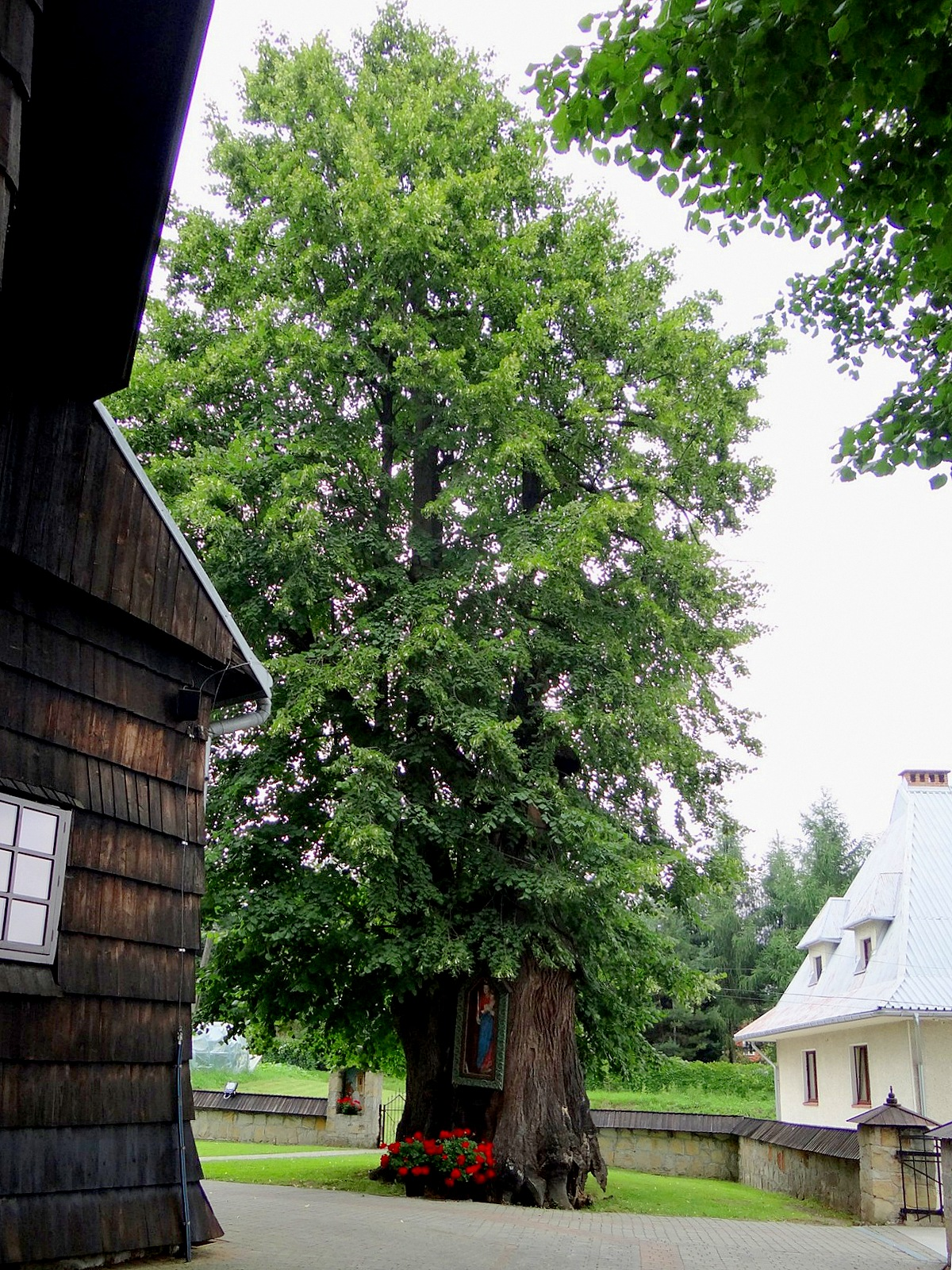
600-letnia lipa przy kościele

Czarny Potok – wieś w Polsce, położona w województwie małopolskim, w powiecie nowosądeckim, w gminie Łącko.
W latach 1975–1998 wieś administracyjnie należała do województwa nowosądeckiego.
Właścicielką ziemską Czarnego Potoku była Wanda Bieniaszewska z domu Reklewska.
W 1937 powstała Ochotnicza straż pożarna. Na wyposażeniu OSP znajduje się Steyr 790.

## Integralne części wsi
| SIMC    | Nazwa     | Rodzaj    |
| ------- | --------- | --------- |
| 0444056 | Berdychów | część wsi |
| 0444079 | Dolina    | część wsi |
| 0444085 | Gródek    | część wsi |
| 0444091 | Jeżówka   | część wsi |
| 0444100 | Karczyska | część wsi |
| 0444116 | Moczarki  | część wsi |
| 0444122 | Wolaki    | część wsi |

## Demografia
Ludność według spisów powszechnych, w 2009 według PESEL.
| Rok    | 1900 | 1921 | 1931 | 2002 |
| Liczba | 97   | 98   | 96   | 124  |

| Zwierzęta | Konie | Bydło | Owce | Świnie |
| Liczba    | 42    | 309   | 40   | 130    |

## Zabytki
Obiekt wpisany do rejestru zabytków nieruchomych województwa małopolskiego.
- Kościół parafialny pw. św. Marcina.

## Religia
- Parafia św. Marcina

## Osoby związane z miejscowością
- Bolesław Faron – profesor, historyk literatury, minister oświaty w latach 1981–1986.